# معتمدية المكنين
معتمدية المكنين إحدى معتمديات الجمهورية التونسية، تابعة لولاية المنستير.
بلديات تابعة لمعتمدية المكنين
- بلدية المكنين
- بلدية منزل فارسي
- بلدية سيدي بنور
- بلدية الشراحيل
- بلدية عميرة الحجاج
- بلدية عميرة الفحول
- بلدية عميرة التوازرة